# ミシェル・オバマ
ミシェル・ラヴォーン・ロビンソン・オバマ（Michelle LaVaughn Robinson Obama、1964年1月17日 - ）は、アメリカ合衆国の弁護士。イリノイ州シカゴ出身。
第44代アメリカ合衆国大統領バラク・オバマの妻で、アメリカ合衆国史上初のアフリカ系アメリカ人のファーストレディである。身長5フィート11インチ（約180cm）。

## 概要
アメリカ合衆国シカゴのサウス・サイド地区で生まれ、同地で育った。プリンストン大学およびハーバード・ロー・スクールを卒業。学業を修了するとシカゴに戻りシドリー・オースティン法律事務所（Sidley Austin LLP）に弁護士として勤務した。その後シカゴ市長リチャード・M・デイリー（Richard M. Daley）のスタッフの一員として働き、さらにシカゴ大学病院（University of Chicago Medical Center）で地域・外務担当副院長などを歴任した。
オレゴン州立大学の男子バスケットボールチームのコーチのクレイグ・ロビンソン（Craig Robinson）の妹にあたる。バラク・オバマとは、彼がシドリー・オースティン法律事務所に勤めた時に出会い、1992年に結婚した。バラク・オバマが上院議員に選出された後も、オバマ家は首都へ移動せず、シカゴのサウス・サイド地区での居住を継続していた。2009年1月19日、夫のバラクの第44代アメリカ合衆国大統領就任により、ワシントンD.C.のホワイトハウスに転居した。

## 来歴

### 家族と教育
イリノイ州シカゴで、シカゴ市水道局職員で民主党の選挙区幹事であるフレーザー・ロビンソン3世（1991年に死去）とシュピーゲル・カタログ・ストア社の秘書のマリアン・シールズ・ロビンソンとの間に誕生した。彼女の家系は少なくとも南北戦争以前のアメリカ南部のアフリカ系アメリカ人にまでさかのぼる。彼女の父方の高祖父、ジム・ロビンソンはサウスカロライナ州の黒人奴隷であり、ジム・ロビンソンの息子はローザ・エレン・コーエンと結婚し、ユダヤ系の姓を名乗っていたため、ジョージタウンに入植したユダヤ系家族に仕えた奴隷女性と奴隷主の間にできた子供の末裔である可能性が高い。サウスカロライナには彼女の親戚がいまもいる。彼女はシカゴのサウス・ショア地区で育ちアメリカの伝統的な父母家庭で育てられた。ロビンソン家ではオートミールが食され、一緒にモノポリーのようなゲームに興じたり、読書をすることが一家の楽しみであった。彼女と兄のクレイグ（21ヶ月年長）は、2カ年飛び級をした。6年までにミシェルはブライアン・マウア小学校（後にBouchet Academyに改称）の優秀クラスに在籍していた。その後、シカゴで最初のマグネット・ハイスクールであるホイットニー・ヤング・ハイスクールに在籍し、4年間成績優秀者として、飛び級クラスに在籍していた。全国優等生協会のメンバーであり、学生会議の会計を務めていた。彼女はサンティナ・ジャクソンの高校時代の同級生であった。サンティナはジェシー・ジャクソンの娘でありジェシー・ジャクソン・ジュニアのきょうだいである。彼女は1981年に高校を卒業後、プリンストン大学に入学。社会学を専攻し、アフリカ系アメリカ人研究を副専攻にした。1985年に、「優等（cum laude）」の成績で卒業し、学士（文系）の学位を得た。プリンストン大学では彼女はフランス語のための教育方法論に取り組んだ。彼女はフランス語の教育方法論はもっと会話重視的なものであるべきだと感じていた。卒業論文の題名は「プリンストンにおける教育を受けた黒人と黒人コミュニティ」（"Princeton-Educated Blacks and the Black Community."）であった。1988年、彼女はハーバード法科大学院で 法務博士号 （J.D.）を獲得した。ハーバード在学中、彼女はマイノリティに属する教授の雇用を求める政治デモに参加したことがある。

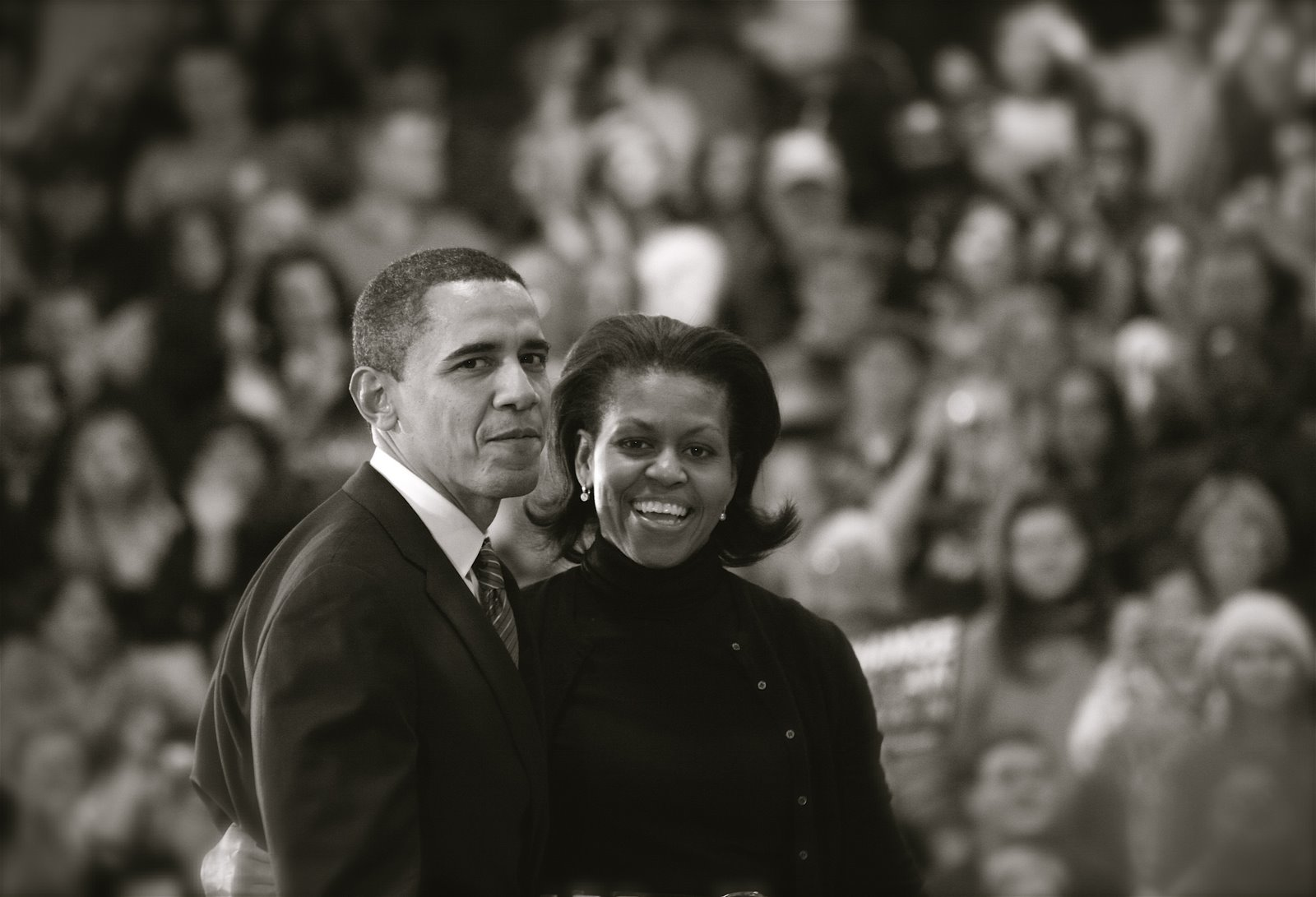
夫バラクとミシェル・オバマ

ミシェルとバラクが出会ったのは、2人が勤めた法律事務所に黒人がほとんどいない時期であった（彼女は「当時、事務所には2人だけしか黒人はいなかった」と述べているが、「別の部署には黒人職員はいた」という指摘もある。）。そしてバラクが夏期学生インターン（Summer Associates）として事務所で働いた時、彼女は彼のメンターに割り当てられた。二人の関係はビジネスランチから始まり、その後のコミュニティ組織のミーティングの席でバラクは初めて彼女に対して強い印象をもった。二人の最初のデートではスパイク・リー監督の映画『ドゥ・ザ・ライト・シング（Do the Right Thing）』を見に行った。1992年に二人は結婚し、長女マリア・アン（1998年誕生）とサーシャの愛称で知られるナターシャ（2001年誕生）の二女をもうける。2008年アメリカ合衆国大統領選挙での夫の選挙活動 の間、彼女は二人の娘のために「一晩中家に帰らないのは週に一日のみ、選挙運動は一週間に二日のみで、二日目の夜には家に帰るという約束」をした。
公式な報告によれば、両人の夫婦関係には満ち干きがあった。バラクは、二人の初めてのキスはチョコレートの味がしたと回想した。しかし、家庭を巻き込むことと政治キャリアの開始の問題は、仕事と家庭の両立についてしばしば夫婦間で口論の種となった。事実、彼は二冊目の著書『合衆国再生―大いなる希望を抱いて（原題:The Audacity of Hope: Thoughts on Reclaiming the American Dream、日本語版:棚橋志行・訳、ダイヤモンド社・刊）』において「疲れたし、ストレスを感じた。話し合う時間もほとんどもつことが出来ず、ロマンスなんてなおさらだった」と述べている。しかし、家族の義務や仕事が大変であるにもかかわらず、夫婦はデートのための夜の時間をつくる努力を続けた。2006年10月3日の『オプラ・ウィンフリー・ショー』によれば、仕事と家族との間の矛盾に加えて、ミシェルは「政治的スーパースターと結婚している」セレブリティの事柄も取り扱っている。
彼女がはじめてのキャリアの移動を考えているとき、当時フィアンセだったバラクに対して、彼女の将来の上司となるヴァレリー・ジャレットに一度会うことを求めたことがあった。ジャレットはバラクの側近の一人である大統領選挙初期、ミシェルは夫のためのアドバイザーとして姿を現さなかった。事実、彼女はインタビューでは「私の仕事は上級顧問ではない。（"My job is not a senior advisor."）」と発言していた。オバマ家の二人の娘は私立校のシカゴ大学実験学校に通っていたが、ホワイトハウスへの転居に伴い、ワシントンのSidwell Friends Schoolに転校している。2008年の『エレンの部屋』のシーズン・プレミアでのインタビューによれば、二人はこれ以上子供を持つつもりはないという。2人は、過去のファーストレディであるローラ・ブッシュ、ロザリン・カーター、ヒラリー・クリントンからホワイトハウスでの子育てについてアドバイスを受けた。子育てを手助けするため、マリアン・ロビンソンがホワイトハウス入りする予定である。
黒人奴隷をルーツのミシェルがファーストレディになった事で多くが奴隷をルーツに持つアフリカ系アメリカ人からは親近感を持たれているようであり、改めて自身のルーツを見直しはじめる黒人が増え影響がある。
2009年のサミット終了後には夫婦共々ガーナに訪問した。サンデー・タイムズ紙によると、ギニア湾に面するガーナの港町にあるケープ・コースト城を見学した際にミシェルは涙をこらえ娘たちと一緒に、この海辺の城の薄暗い細い階段を下り、暗い牢獄へと降りていったようである。地元の人たちはミシェルを「She's one of us （彼女は私たちの仲間です）」と大歓迎し、地域の伝統的な族長たちはミシェルを「ケープコーストの女王」と命名したそうである。

### キャリア
法科大学院卒業後、シドリー・オースティン法律事務所で弁護士として勤務し、そこで将来の夫、バラクと初めて出会った。事務所ではマーケティングと知的財産を扱った。その後、シカゴ市役所でシカゴ市長のアシスタントとして公共職につき、企画開発部門の副委員長として働いた。1993年、若者が非営利のグループや公的機関で社会的課題に取り組むことを支援する非営利組織「Public Allies」のシカゴ支局事務局長に就任。彼女はそこで4年間近く勤務し、同組織において過去最高額のファンドレイジング（資金調達）記録を打ち立てた。この記録は彼女が職を去った後12年たった今日でも破られていない。
1996年、ミシェルはシカゴ大学で学生サービス部の副部長として働き、大学のコミュニティ・サービス・センターを設立した。2002年より、シカゴ大学病院の地域部門部長、2005年5月から、地域・外務担当副院長を歴任。夫の最初の選挙運動の際には彼女はその職にとどまっていたが、その後は夫の選挙運動に加えて子育てのための時間を割くためにパート勤務となり、結果的に休職することとなった。
ミシェルはウォルマートへの大手の納入業者TreeHouse Foods, Inc.の社外取締役だったが (NYSE: THS)、2007年3月、AFL-CIOフォーラムで夫がウォルマートに対する批判的なコメントをした後はその関係を解消している。シカゴ国際関係会議理事。
オバマ夫妻の2006年度の納税申告によると、ミシェルの収入はシカゴ大学病院から給与が27万3618ドル、TreeHouse Inc.の役員報酬が5万1200ドルで、これに当時上院議員だった夫の歳費15万7082ドルと、その著書からの印税、そして投資益などを加えた同年のオバマ夫妻の総収入99万1296ドル（およそ8000〜9000万円）だった。

### ライフスタイル
| 2007年12月10日、オバマ夫妻の選挙遊説に参加するオプラ・ウィンフリー |  | 2007年12月10日、オバマ夫妻の選挙遊説に参加するオプラ・ウィンフリー |
| 2007年12月10日、オバマ夫妻の選挙遊説に参加するオプラ・ウィンフリー |  |                                                                    |

夫が国の著名な政治家になるにつれて、彼女は大衆文化の一部へとなっていった。2006年3月のEssence誌では、彼女は「世界でもっとも人々を元気づける女性25人の1人」に選出された。2007年7月、ヴァニティ・フェア誌は彼女を世界のベストドレッサー10人の1人に選んだ。「オプラ・ウィンフリーのLegends Ball」においてアフリカ系アメリカ人女性の道を開く手助けをする'Legends'に貢献した”若者”として名誉あるゲスト出演をしている。2007年9月、02138誌は、彼女を夫が4度ランクされたことがある第58回の「ハーバードの100人"The Harvard 100"」に選出した。このリストは前年度に最も影響力のあったハーバード卒業生をランキングするものである。2008年7月、Vaity Fair誌で再び国際的なベストドレッサーのリストに選ばれた。また、2008年には、ピープル誌にてベストドレッサー（女性）リストに選ばれ、"伝統的で自信に満ちた"容姿であると賞賛された。彼女をその洗練されているがされすぎでないスタイルからジャクリーン・ケネディと比較するメディアもあり、またニューヨーク・タイムズなどのメディアでは彼女をファッションセンスからだけでなく、品行からもバーバラ・ブッシュと比較されている（バーバラは規律正しく礼儀正しいことで知られている）。彼女のファッションセンスは、一般的に2008年の大統領選挙においてシンディ・マケインやサラ・ペイリンのそれよりも多くの票を獲得している。ミシェルの一連の資質はファーストレディの役割に適切であることを予見させるのである。しばしば彼女はカルヴァン・クライン、オスカー・デ・ラ・レンタ、Isabel Toledo、ナルシソ・ロドリゲス、Donna Ricco、Maria Pintoといったデザイナーの服を着用している。
ミシェルがプリンストン大学在学中、活動的なAlpha Kappa Alphaの学生部会はなかった。2006年7月、ミシェルは100年の歴史を持つ黒人の女子学生クラブの名誉会員となった。

### 2008年アメリカ合衆国大統領選挙

#### 夫のためのキャンペーン

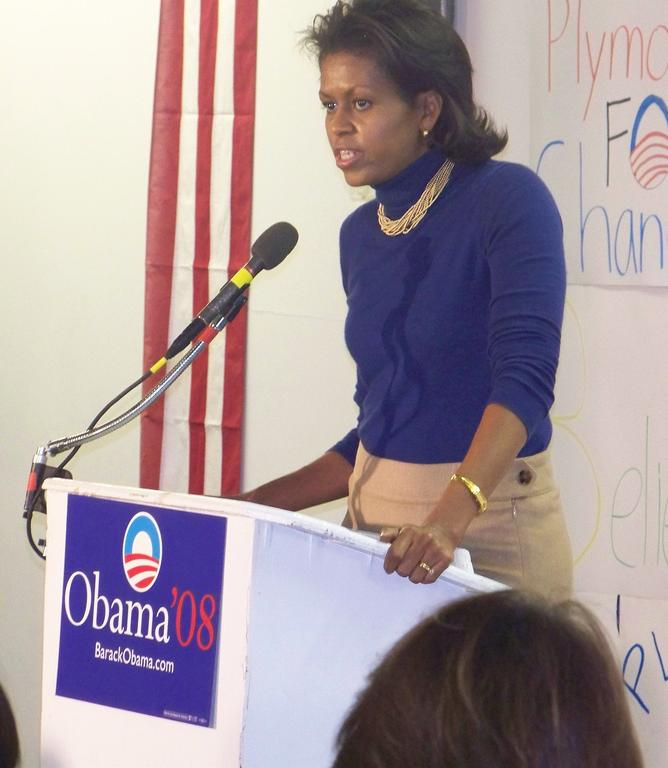
ニューハンプシャー州、プリマスのオバマのキャンペーンイベントでスピーチをするミシェル

遊説と選挙資金集めによって、夫バラクの政治キャリアの初期から、ミシェルは夫の片腕としてキャンペーンをしてきたが、彼女は初期はそのような活動を良くは思わなかった。下院のためのオバマの2000年の活動の間、彼女のシカゴ大学の上司が彼女に、キャンペーンに関して彼女自身が楽しんでいるものがあるかどうか聞いたところ、ミシェルはしばし考えた後、たくさんのリビングルームを訪ねることでいくつか室内装飾のアイデアをもらっていると返答した。2007年の5月、夫が大統領選挙出馬を宣言した3ヵ月後、彼女は自身の専門的な職務を、夫の大統領選挙のサポートのために80%まで削減した。選挙活動のはじめは、彼女は遊説を週に二日のみ、外泊は二人の娘が同行できる場合のみに限定していた。2008年の2月には、8日間に33ものイベントに参加していた。彼女はオプラ・ウィンフリーと一緒に少なくとも2度mo選挙活動に現れている。2007年、ミシェルは、夫の大統領選挙活動のために合衆国のさまざまな場所で街頭演説(stump speeches) をしていた。2007年、『シカゴ・サン・タイムズ』のジェニファー・ハンターはアイオワ州の彼女に演説について以下のとおり書いている。「ミシェルは、夫の選挙活動についての決然とした情熱を表現し、雄弁さと知性を持って、心から直截に話す、火付け役だった」。彼女は自身の政治的役割のためにaidesの全女性スタッフを雇用した。彼女は「自分が夫の活動の決定をサポートする代わりに夫が禁煙する契約を交渉した」という。彼女の夫の大統領選挙活動における役割について、彼女は「私の仕事はシニア・アドバイザーでない（My job is not a senior adviser）」と発言した。選挙活動の期間、彼女は、ひとつの枠組みとして母親であることを用いて、競争と教育を議論してきた。この年は彼女にとってはじめての国の政治舞台での選挙年であり、民主党の大統領候補者が2人に絞られるまで最も無名の候補者の妻であった。
選挙活動の初期、彼女は皮肉のこもったユーモアを示し、オバマ一家の生活の秘話を語っていた。しかし、報道各社によって彼女の皮肉がその意味を解説されることなく強調されはじめると、彼女のトークはトーンダウンしていった。『ニューヨーク・タイムズ』の社説にてコラムニストのモーリーン・ダウド (Maureen Dowd) は以下のように書き記している。

ミシェル・オバマが夫バラクを普通の人間として叱っているのを見たとき、私は少し嫌な顔をしていた。それはつまり、私たちのなかに彼を神様のようにみるような思いがあるということだ…だが 華やかだったJFKを、自分でイングリッシュ・マフィンをトーストするような平凡なジェラルド・フォードに変えるように、バラク・オバマを貶めるのはあまり賢いやり方ではないと思う。もしオバマ上院議員がつくりだしているのがキャメロット的雰囲気（ケネディ時代の華やかな、希望にあふれた雰囲気）だったとして、どうして折角のその雰囲気を壊してしまうのか？
2008年2月、TVニュース番組で「ヒラリー・クリントンが民主党候補者に指名された場合でもヒラリーをサポートするために活動できるか」と尋ねられた際に、ミシェルは「それについて考えなければならない」「ヒラリーの政策や、その手法や傾向についてよく考える必要がある」と答えた。だがインタビュアーに「（ヒラリーを支持するのは）当然のことではない、ということか？」と問われると「この党にいる誰もが、候補者が誰であろうと必死に働くつもりでいる」と弁明した。

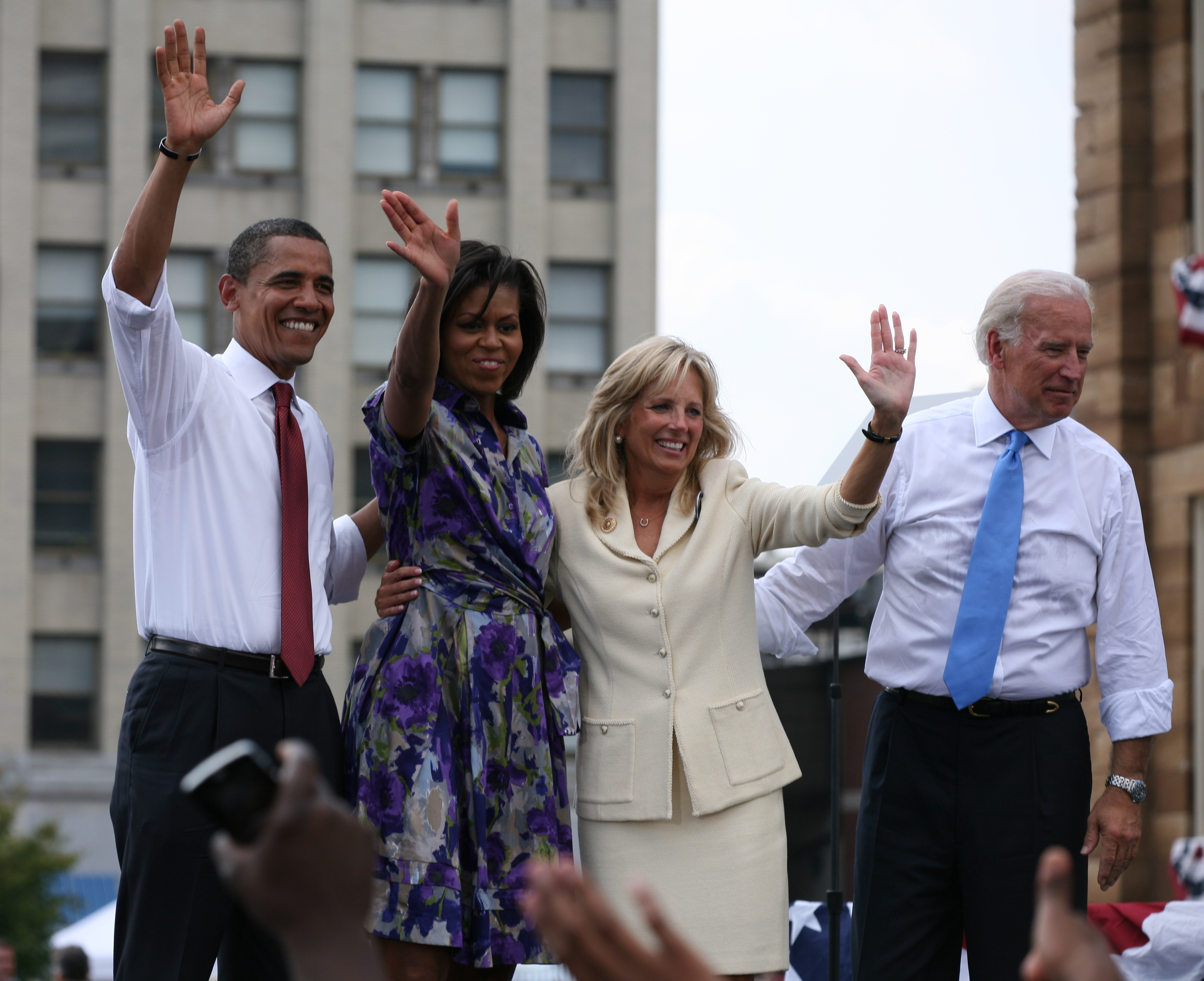
2008年8月23日のオバマ夫妻。ジョー・バイデンとジル夫妻とともに（イリノイ州のスプリングフィールドにて副大統領候補発表時）。

2008年の民主党候補者指名争いの間、ミシェルはヒラリー・クリントンを批判していたが、2004年にインタビューを受けたとき、ミシェルは賞賛する政治家の妻は誰かと尋ねられてヒラリー・クリントンの名をあげ、「彼女は賢く、上品で、公の場で見せる姿はいつも何とか子供を真面目でしっかりとした人間に育てようとしているようにみえる」と答えている。
2008年10月6日に放送されたラリー・キング・ライブでブラッドリー効果はもう過去のものであるかと尋ねられたとき、ミシェルは、夫の指名候補選での結果を見ればブラッドリー効果はもう過去のものだということが分かる、と述べている。
同日、ジョン・スチュワートの『ザ・デイリー・ショー』に出演したミシェルは、夫やその政治キャンペーンへの批判をかわした。なおミシェルが『ザ・デイリー・ショー』に初めて出演したのは夫が3度出演してからのことである。
翌週末ミシェルは、女性支援者から民主党全国委員会と大統領選挙戦の支援金を募るため政治資金パーティーを開いている。
ミシェルは、働く女性からの支持も得ている。
シークレットサービスがミシェルにつけたコードネームは "Renaissance（ルネサンス）"である。

#### 「人生で初めて愛国心をもった」との発言への批判

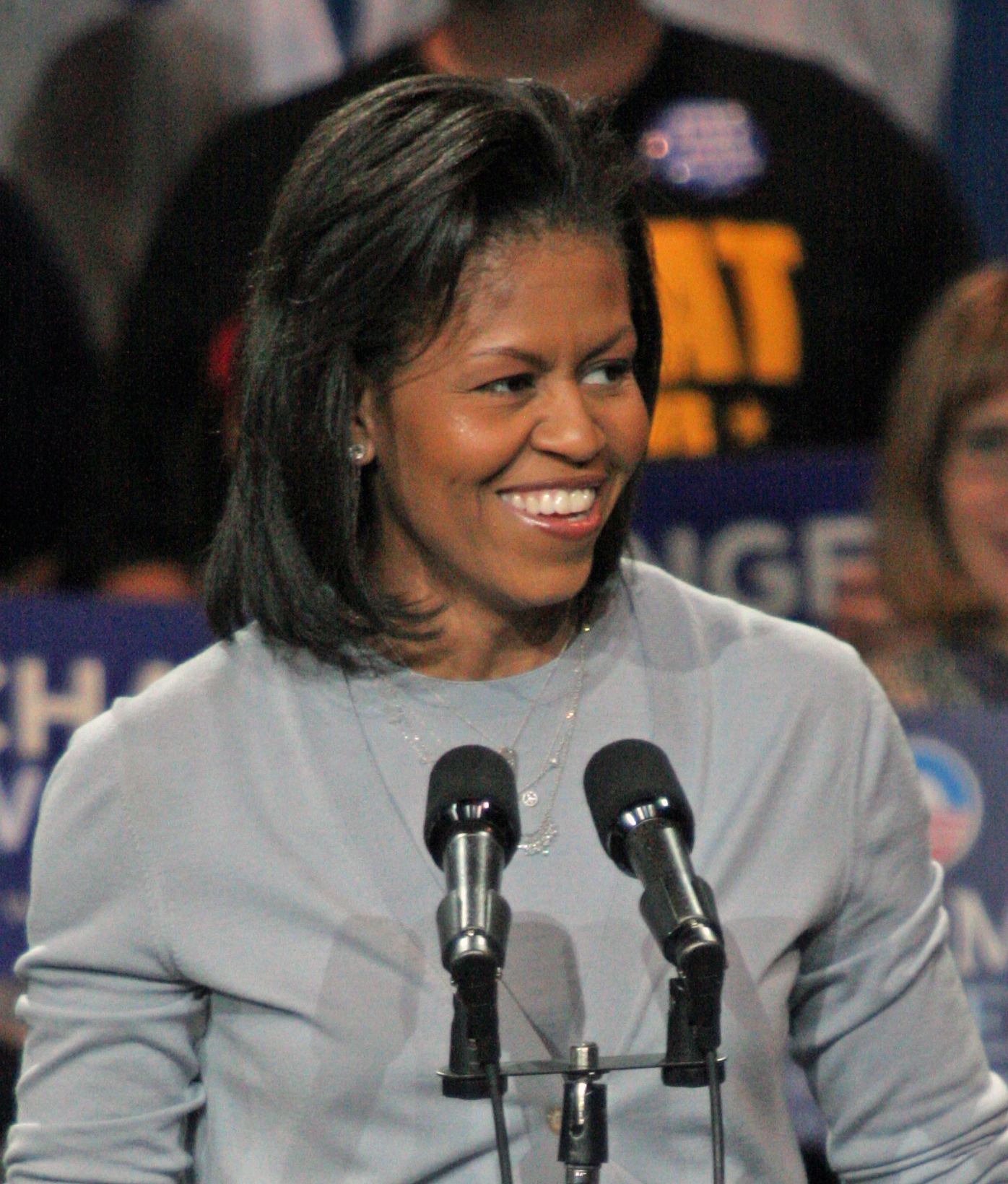
2008年10月、フロリダ州ジャクソンビルで演説するミシェル

2008年2月18日、ウィスコンシン州ミルウォーキーでミシェルは「大人になってからの人生で初めて自分の国のことを誇りに思います。それは（この国に）遂に希望が戻ってきたからです。」と発言した。その後同州マディソンでも同様に、「大人になってから初めて、本当にこの国を誇りに思います。それはバラクがよくやったからではありません。人々が Change（変革）を求めていることが分かったからです」と述べた。これに対し、ミシェルの発言を批判するコメンテーターが現れ、選対では「ミシェルの発言を聞いた人なら誰でも ... 彼女は我々の政策について発言したものだとご理解いただけると思います」との声明を発表した。2008年6月、ローラ・ブッシュは、ミシェル・オバマの発言はメディアで誤って伝えられたもので「私は、ミシェルは多分 "もっと" 誇りに思う、と言いたかったのではないかと思います」と説明し、加えて「私が言いたいのは、これが学ばなければならないこと、つまり、大統領であること、また大統領の妻であることの難しさのひとつだということです。発言はすべてチェックされ、多くの場合、誤解されるのです」と述べている。
選挙戦中、メディアはミシェルに「怒れる黒人女性」とのレッテルを貼って報じることがあり、またこの見方を広めるようなウェブサイトもいくつかあったことから、ミシェルは次のように発言している。
バラクと私は何年も世間の目にさらされてきて、その間に面の皮も厚くなってきたんです。選挙戦に出れば、いつも批判の対象になります。私はそれを冷静に受け止め、その日の終わりにはそれが（今の立場に）つきものなんだと思えるようになったのです。
メディア関係者によると、2008年8月の民主党全国大会までに、選挙戦におけるミシェル・オバマの演説は選挙戦冒頭に比べソフトになり、聴衆に挑戦を挑むような演説ではなく、支援を請い共感を求めるようなスタイルに変わっていった。またニュース番組よりも 「ザ・ビュー」や「レディズ・ホーム・ジャーナル (Ladies' Home Journal) 」のようなインタビュー番組に出演するようになった。こうした変化はミシェルのファッションにもみられ、以前のようなデザイナー仕立ての服に替わってサンドレス (sundress) を着ることが多くなった。「ザ・ビュー」への出演はミシェルのイメージをソフトにする意図もあったもので、メディアで広く報じられた。

#### 2008年民主党全国集会でのスピーチ
ミシェル・オバマは、選挙戦当初からスピーチが上手くカリスマ性があるとの評価を得ていた。2008年8月25日の民主党全国大会では基調講演を行い、自身と家族がアメリカン・ドリームの体現者であることを表現しようと努めた。その夜の他の演説者にはジェシー・ジャクソン・ジュニア、エドワード・ケネディがおり、脚光を浴びると目されていた。ミシェルはバラクを家庭的な男だとし、また自身も他の大勢の女性と何ら変わりはないと述べた。また夫婦の素性、出自についても言及した上で、自分も夫も「人生でこれだと思ったことに対し一所懸命に取り組むこと、約束は必ず守ること、これからやると言ったことをやること、自分の知らない人、意見の合わない人に対しても尊厳と敬意をもって接すること」を信じてきた、と語った。また、以前人生で初めて国を誇りに思うと発言し批判を受けたことがあったため、愛国心についても強調した。ミシェルの2人の娘もスピーチの後壇上に上がり、頭上のスクリーンに映し出された父を迎えた。
ミシェルのスピーチは幅広い聴衆に好評であった。世論調査会社「ラスムッセン・リポート (Rasmussen Reports) 」によるとミシェルの好感度は55％以上であった。政治評論家のアンドリュー・サリバン (Andrew Sullivan) はミシェルのスピーチについて「党大会で私が聞いた中でも最高の、もっとも感動的で、親しげで、力強く、謙虚で、美しいスピーチだった」と述べている。『アメリカン・プロスペクト』誌のエズラ・クライン (Ezra Klein) は「よく考えられた、素晴らしいスピーチだった」とし、ミシェルを「健全で、率直、家庭的な印象を与えた」と評価した。一方で、『ニュー・リパブリック』誌のキャサリン・マーシュは「あの頃のミシェルが懐かしい。エリザベス・ハッセルベックのような完璧な妻（ステップフォード・ワイフ)じゃなくて、バラクがジ・アンサーとか言ってる横で、朝は臭くてバターを出したら出しっぱなしな男だってことを教えてくれた小生意気な妻だったころのミシェルが恋しい。ミシェルはバラクを支持しただけじゃなく彼に人間味を与えてくれた」と述べている。同じく『ニュー・リパブリック』誌のジェイソン・ツェンゲールは、ミシェルは母親や娘や妹としてだけでなく自身の仕事や学業での成果ももっと強調すべきだったと述べ、「政治家の妻たちを見ることはできても話すのを聞くことができなかった頃が懐かしく思えたほどだ。結局、本当に何でも話すことが許されないのなら、彼女たちに演説させることに何の意味があるのだろう」と記事に記している。『タイム』誌は、党大会での一連のスピーチを、これまで連綿と続いてきたケネディ家の一族から、新たに民主党の旗頭となるべき次世代の人物にトーチが引き継がれたかのようであった、としている。

#### FOXニュースからの中傷

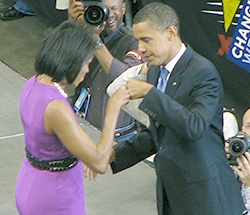
民主党予備選の勝利を祝うオバマ夫妻。(2008年6月3日)

大統領予備選の終盤にあたる2008年6月ごろFOXニュースではオバマ夫妻を中傷する報道が相次ぎ物議を醸した。2008年6月11日、保守派コラムニストのミシェル・マルキン (Michelle Malkin) が、バラク・オバマの妻は不当な批判の対象となっているかとのインタビューを受けた際、画面に「怒れるリベラルたち：オバマのベイビーママをいじめるのはやめろOutraged liberals: Stop picking on Obama's baby mama」とのテロップが流れ問題となった。なお「ベイビーママ」は未婚の母を指す中傷的表現であるが、オバマ夫妻は適法な婚姻関係にある。FOXは後にポリティコ (The Politico) 紙上に、担当プロデューサーの誤った判断であったとの謝罪声明を発表している。また、FOXネットワークの番組『アメリカズ・パルス』では、キャスターのE・D・ヒル (E. D. Hill) が、民主党予備選挙に勝利したオバマ夫妻のフィスト・バンプ（fist bump、拳と拳を合わせて勝利を祝う仕草）を「テロリストのジャブ攻撃」と揶揄した。この発言をうけてヒルは同番組を降ろされ、同年8月になっても出演予定は組まれなかった。

### 大統領夫人
夫であるバラク・オバマの大統領就任に伴い、ミシェルはファーストレディとなった。バラクが米国史上初の黒人大統領に就任したと同様、ミシェルは米国史上初の黒人のファーストレディとなった。2期8年の在任中、バラクの外遊に随伴したり、学校を慰問するなど、公的行事にかかわった。2009年4月1日には、イギリス女王エリザベス2世の招待により、夫妻でバッキンガム宮殿を訪れた。その際、プロトコル上触れることが許されていないにもかかわらず、エリザベス2世の背中に手を回し身体に触れたため、タイムズにより「儀礼的には誰も触れるべきでない」と指摘された。また、フランス大統領夫人カーラ・ブルーニと会談した際に、ミシェルが「ホワイトハウスは地獄」だと発言した。この発言がカーラの著書によって明るみに出ると、アメリカ国内からミシェルに対する強い批判が巻き起こった。他には本人役でテレビ番組『iCarly』に出演歴がある。
ピュー・リサーチ・センターの大統領夫人の支持率調査では、ミシェル夫人の支持率は平均69％で、政策や外交課題に口は出さず、女子教育や食育などに限定した活動をしている、母マリアンをホワイトハウスに招いて暮らしている親孝行な娘という印象が人気の背景にある。

### ホワイトハウス以後
2018年には自身の半生を描いた『マイ・ストーリー』を出版した。同書はアメリカにおける同年のベストセラーとなった。2020年11月までには、全世界で1400万部、アメリカとカナダでは800万部を売り上げた。
夫とともに映像制作会社ハイヤー・グラウンド・プロダクションズを創設し、自著の『マイ・ストーリー』に基づく映像作品など、ドキュメンタリーおよびフィクション映像を製作してNetflixにより配信している。

## 著書
- 『マイ・ストーリー』長尾莉紗・柴田さとみ 訳、集英社、2019年8月。ISBN 978-4087861174。
- 『心に、光を。 不確実な時代を生き抜く』山田文 訳、KADOKAWA、2023年9月。ISBN 978-4041137208。

## 関連書籍
- エリザベス ライトフット著、浅尾敦則訳「ミシェル・オバマ――素顔のファーストレディ」（2009年、アスペクト）ISBN 978-4-7572-1671-6[107]
- デヴィッド・コルバート著、井上篤夫訳「ミシェル・オバマ　愛が生んだ奇跡」（2009年、アートデイズ）ISBN 978-4-86119-125-1[108]
- ロバータ エドワーズ著、日当陽子訳「ミシェル・オバマ　ママはファーストレディー」（2009年、岩崎書店）ISBN 978-4-265-82024-5[109]